# ماتیس ون هایکنینگن جونیور
ماتیس ون هایکنینگن جونیور (انگلیسی: Matthijs van Heijningen Jr.؛ زادهٔ ۲۶ ژوئیهٔ ۱۹۶۵) Director، تهیه‌کننده، نویسنده اهل پادشاهی هلند است.